# جوشوا روبرتس
جوشوا روبرتس (بالإنجليزية: Joshua Roberts)‏ هو لاعب دوري الرغبي أسترالي، ولد في 17 يوليو 1986 في إبسوتش في أستراليا.

## وصلات خارجية
- جوشوا روبرتس على موقع دوري أستراليا لكرة القاعدة (الإنجليزية)
- جوشوا روبرتس على موقعبيزبول رفرنس.كوم (الدوري الثانوي) (الإنجليزية)